# Antoni Anusz

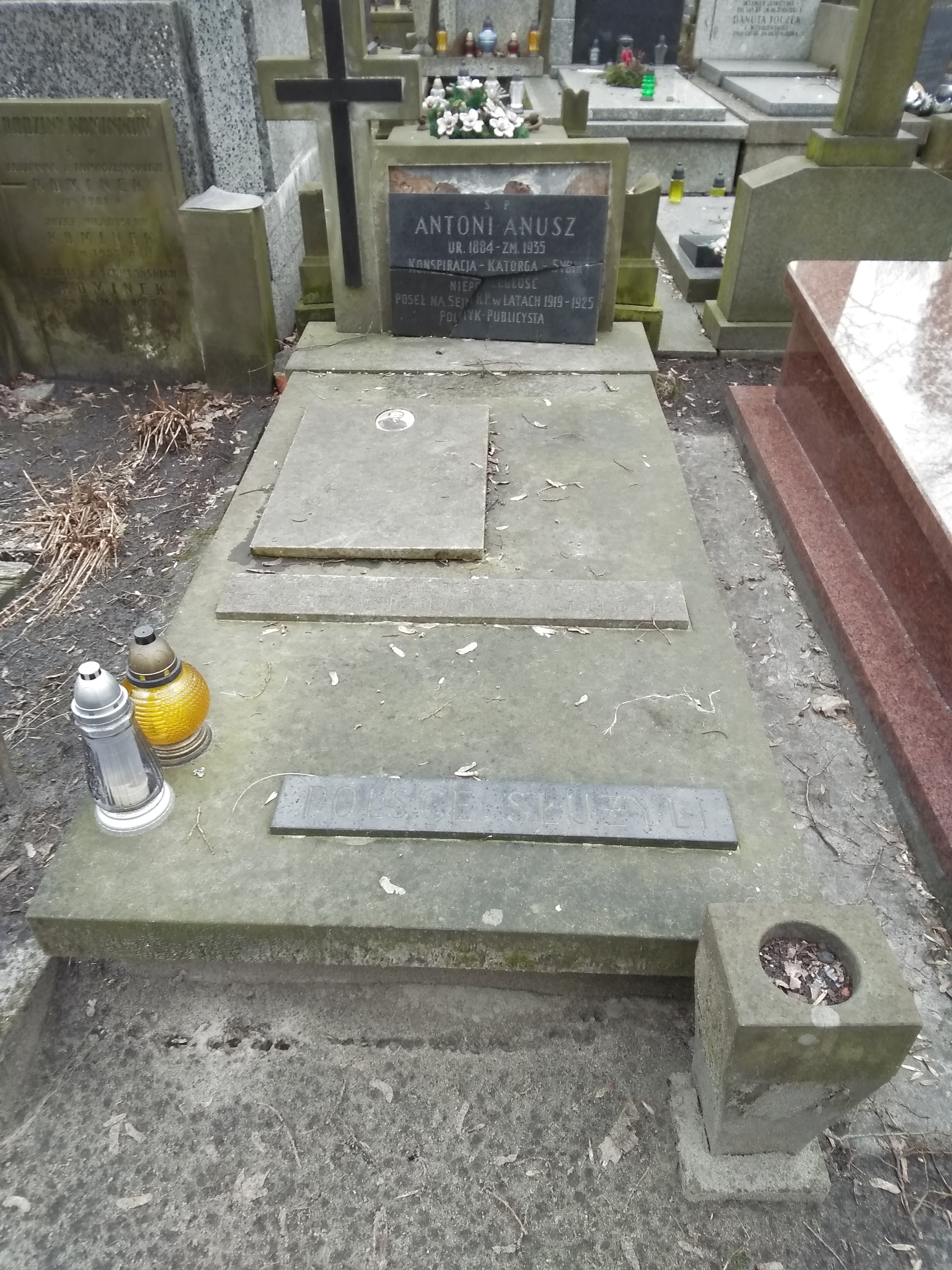
Grób Antoniego Anusza na cmentarzu Powązkowskim

Antoni Anusz (ur. 28 maja 1884 w Latowiczu, zm. 21 grudnia 1935 w Warszawie) – polski działacz niepodległościowy, polityk, bankowiec i publicysta, poseł na Sejm Ustawodawczy oraz I i II kadencji w latach 1919–1928, zastępca członka Rady Obrony Państwa w 1920 roku.

## Życiorys
Urodził się w rodzinie chłopskiej jako syn Walentego i Marianny z Światków. Uczył się w IV Gimnazjum w Warszawie. Potem kształcił się w Sankt Petersburgu, gdzie w 1905 zdał egzamin dojrzałości w gimnazjum filologicznym. Następnie, do 1908, z przerwami, studiował prawo na uniwersytecie w Sankt Petersburgu, ale studiów nie ukończył, bowiem został aresztowany.
W gimnazjum działał w kółkach oświatowych i był delegatem do centrali kółek uczniowskich. Od 1904 wchodził w skład PPS i Organizacji Bojowej PPS. W 1906 został delegatem Okręgowego Komitetu Robotniczego PPS w Warszawie na ósmy zjazd partii we Lwowie. Następnie został aresztowany na początku 1907 przez władze carskie. Zwolniony za kaucją po 9 miesiącach, już w 1908 znów został uwięziony i skazany przez Warszawski Sąd Wojenny 13 czerwca 1908 na 12 lat katorgi, z czego 5 lat spędził w Aleksandrowsku na Syberii.
Po powrocie z katorgi w 1917, działał w moskiewskiej organizacji PPS. W tym czasie Antoni Anusz stał na czele wydziału ochrony Komitetu Polskiego oraz wchodził w skład Tymczasowej Komisji Likwidacyjnej do spraw Królestwa Polskiego. Po powrocie do kraju w 1918 został sekretarzem Ministra Przemysłu i Handlu, wystąpił z PPS i uzyskał mandat poselski jako kandydat Polskiego Stronnictwa Ludowego „Wyzwolenie” z okręgu 17. W czasie wojny polsko-bolszewickiej był zastępcą członka Rady Obrony Państwa i naczelnikiem Biura Propagandy Wewnętrznej tego organu. W Sejmie Ustawodawczym specjalizował się w sprawach wojskowych. Od 1919 był przewodniczącym sejmowej komisji wojskowej i zastępcą przewodniczącego w komisji morskiej a także wchodził w skład komisji demobilizacyjnej i prawniczej. Był zaangażowany w tworzenie ustawy o podstawowych obowiązkach i prawach oficerów Wojska Polskiego a także ustawy o Nadzwyczajnej Komisji Rewizyjnej. Na forum Sejmu wnioskował o wydanie, na koszt państwa, pism Adama Mickiewicza.
Po zerwaniu porozumienia między PSL „Wyzwolenie” a PSL „Piast” w 1920 Anusz został członkiem „Piasta”. Od 20 września 1921 był w składzie Rady Naczelnej tego ugrupowania. Do Sejmu I kadencji w 1922 wszedł z listy państwowej PSL „Piast”. W związku ze zbliżającym się porozumieniem Witosa z prawicą w 1923 opuścił partię i wraz z Janem Dąbskim przeszedł do PSL „Jedność Ludowa” na stanowisko skarbnika i członka Zarządu Głównego. Później działał w Związku Polskich Stronnictw Ludowych, a od 1925 był jego skarbnikiem. Po rozpadzie Związku pozostał w PSL „Wyzwolenie”. W Sejmie I kadencji pracował w komisjach: morskiej (przewodniczący), przemysłowo-handlowej, robót publicznych (1926–1927 przewodniczący) i wojskowej. W 1928, tuż przed wyborami Sejmu II kadencji, przeszedł do BBWR i uzyskał mandat poselski w okręgu nr 2 (Warszawa-powiat). W Sejmie II kadencji wybrany do komisji: konstytucyjnej oraz regulaminowej i nietykalności poselskiej. Anusz zrzekł się mandatu 31 października 1928 z powodów zdrowotnych.
Od 1928 piastował stanowisko wiceprezesa rady nadzorczej Państwowego Banku Rolnego w Warszawie, z którego ustąpił w czerwcu 1933 z powodu choroby serca.
Od 12 października 1929 do 16 marca 1932 był prezesem Zarządu Głównego Związku Strzeleckiego. 1 lipca 1928 został członkiem zarządu głównego założonego wówczas Związku Sybiraków, otrzymał także godność członka honorowego. Był znanym propagatorem kultu Józefa Piłsudskiego i autorem szeregu publikacji dotyczących Marszałka.
Zmarł z powodu choroby serca i został pochowany na cmentarzu Powązkowskim (kwatera K-4-25).
W 1951 jego prace Do władzy przez kłamstwo, krew i niedolę ludu, Józef Piłsudski, Naród, Armia i Wódz, Rola Piłsudskiego Józefa oraz Zdrajcy i krzywdziciele polskiego ludu zostały wycofane z polskich bibliotek oraz objęte cenzurą.

## Rodzina
Antoni Anusz miał trzech braci: Józefa, Władysława i Franciszka. Franciszek (1879–1925) był inżynierem i pierwszym wojewodą warszawskim w latach 1919–1921 oraz 1922–1923. Żoną Anusza była Julia z Wojnarowskich.

## Wybrane publikacje
- Z krainy dzikiej, pustej i otwartej: rzecz o stosunkach rosyjskich, Warszawa 1919.[14]
- Naród, armia, wódz, Warszawa 1920.
- Józef Piłsudski, Warszawa 1923.
- Polska to wielka rzecz, Warszawa 1925.[15]
- Rola Józefa Piłsudskiego w życiu narodu i państwa, Warszawa 1927.
- Marszałek Józef Piłsudski wskrzesiciel i budowniczy państwa polskiego, Warszawa 1928.[16]
- Z powodu oświadczenia Marszałka Józefa Piłsudskiego z dnia 1 lipca 1928 r. : przypomnienia i uwagi, Warszawa 1929.[17]

## Ordery i odznaczenia
- Krzyż Komandorski z Gwiazdą Orderu Odrodzenia Polski (10 listopada 1928)[18][19]
- Krzyż Niepodległości (19 grudnia 1930)[20]
- Złoty Krzyż Zasługi (11 marca 1932)[21]